# Pagurus
Genre
Pagurus est un genre de crustacés décapodes de type bernard-l'ermite avec un abdomen contenu dans une carapace souple qu'ils cachent dans une coquille d'escargot. Ils sont omnivores.
Ce genre contient actuellement plus de 200 espèces, mais on continue toujours d'en découvrir.

## Liste d'espèces
Selon World Register of Marine Species (11 avril 2014) :
- Pagurus acadianus Benedict, 1901
- Pagurus alabamensis Rathbun, 1935
- Pagurus alaini Komai, 1998
- Pagurus alatus Fabricius, 1775
- Pagurus albidianthus de Saint Laurent & McLaughlin, 2000
- Pagurus albus (Benedict, 1892)
- Pagurus alcocki (Balss, 1911)
- Pagurus aleuticus (Benedict, 1892)
- Pagurus anachoretoides Forest, 1966
- Pagurus anachoretus Risso, 1827
- Pagurus angustus (Stimpson, 1858)
- Pagurus annexus McLaughlin & Haig, 1993
- Pagurus annulipes (Stimpson, 1860)
- Pagurus arcuatus Squires, 1964
- Pagurus arenisaxatilis Harvey & McLaughlin, 1991
- Pagurus armatus (Dana, 1851)
- Pagurus benedicti (Bouvier, 1898)
- Pagurus beringanus (Benedict, 1892)
- Pagurus bernhardus (Linnaeus, 1758)
- Pagurus boletifer
- Pagurus boriaustraliensis Morgan, 1990
- Pagurus bouvieri (Faxon, 1895)
- Pagurus brachiomastus (Thallwitz, 1892)
- Pagurus brandti (Benedict, 1892)
- Pagurus brevidactylus (Stimpson, 1859)
- Pagurus brucei (Rathbun, 1926)
- Pagurus bullisi Wass, 1963
- Pagurus capillatus (Benedict, 1892)
- Pagurus capsularis McLaughlin, 1997
- Pagurus carneus (Pocock, 1889)
- Pagurus carolinensis McLaughlin, 1975
- Pagurus carpoforminatus (Alcock, 1905)
- Pagurus caurinus Hart, 1971
- Pagurus cavicarpus (Paul'son, 1875)
- Pagurus chevreuxi (Bouvier, 1896)
- Pagurus compressipes (Miers, 1884)
- Pagurus comptus White, 1847
- Pagurus conformis De Haan, 1849
- Pagurus confragosus (Benedict, 1892)
- Pagurus confusus Komai & Yu, 1999
- Pagurus constans (Stimpson, 1858)
- Pagurus cornutus (Benedict, 1892)
- Pagurus criniticornis (Dana, 1852)
- Pagurus cuanensis Bell, 1846
- Pagurus curacaoensis (Benedict, 1892)
- Pagurus dalli (Benedict, 1892)
- Pagurus dartevellei (Forest, 1958)
- Pagurus decimbranchiae Komai & Osawa, 2001
- Pagurus defensus (Benedict, 1892)
- Pagurus delsolari Haig, 1974
- Pagurus dissimilis (A. Milne-Edwards & Bouvier, 1893)
- Pagurus edwardsii (Dana, 1852)
- Pagurus emmersoni McLaughlin & Forest, 1999
- Pagurus erythrogrammus Komai, 2003
- Pagurus excavatus (Herbst, 1791)
- Pagurus exiguus (Melin, 1939)
- Pagurus exilis (Benedict, 1892)
- Pagurus filholi (de Man, 1887)
- Pagurus fimbriatus Forest, 1966
- Pagurus findleyi Ayón-Parente & Hendrickx, 2012
- Pagurus forbesii Bell, 1846
- Pagurus forceps H. Milne Edwards, 1836
- Pagurus fungiformis Komai & Rahayu, 2004
- Pagurus fuscomaculatus (Bouvier, 1895)
- Pagurus gladius (Benedict, 1892)
- Pagurus gordonae (Forest, 1956)
- Pagurus gracilipes (Stimpson, 1858)
- Pagurus granosimanus (Stimpson, 1859)
- Pagurus gymnodactylus Lemaitre, 1982
- Pagurus hartae (McLaughlin & Jensen, 1996)
- Pagurus heblingi Nucci & de Melo, 2003
- Pagurus hedleyi (Grant & McCulloch, 1906)
- Pagurus hemphilli (Benedict, 1892)
- Pagurus hirsutiusculus (Dana, 1851)
- Pagurus hirtimanus (Miers, 1880)
- Pagurus holmi Ng & McLaughlin, 2009
- Pagurus ikedai Lemaitre & Watabe, 2005
- Pagurus imafukui McLaughlin & Konishi, 1994
- Pagurus imaii (Yokoya, 1939)
- Pagurus imarpe Haig, 1974
- Pagurus impressus (Benedict, 1892)
- Pagurus indicus Sarojini & Nagabhushanam, 1972
- Pagurus inermis (Chevreux & Bouvier, 1892)
- Pagurus insulae Asakura, 1991
- Pagurus investigatoris (Alcock, 1905)
- Pagurus iridocarpus de Saint Laurent & McLaughlin, 2000
- Pagurus irregularis (A. Milne-Edwards & Bouvier, 1892)
- Pagurus japonicus (Stimpson, 1858)
- Pagurus kaiensis McLaughlin, 1997
- Pagurus kennerlyi (Stimpson, 1854)
- Pagurus kulkarnii Sankolli, 1962
- Pagurus lanuginosus De Haan, 1849
- Pagurus laurentae Forest, 1978
- Pagurus lepidus (Bouvier, 1898)
- Pagurus leptonyx Forest & de Saint Laurent, 1968
- Pagurus limatulus Fausto Filho, 1970
- Pagurus liochele (Barnard, 1947)
- Pagurus longicarpus Say, 1817
- Pagurus longimanus Wass, 1963
- Pagurus lophochela Komai, 1999
- Pagurus luticola Komai & Chan, 2006
- Pagurus macardlei (Alcock, 1905)
- Pagurus maclaughlinae García-Gómez, 1982
- Pagurus maculosus Komai & Imafuku, 1996
- Pagurus malloryi Schweitzer & Feldmann, 2001
- Pagurus marshi Benedict, 1901
- Pagurus mbizi (Forest, 1955)
- Pagurus meloi Lemaitre & Cruz Castaño, 2004
- Pagurus mertensii Brandt, 1851
- Pagurus middendorffii Brandt, 1851
- Pagurus minutus Hess, 1865
- Pagurus moluccensis Haig & Ball, 1988
- Pagurus nanodes Haig & Harvey, 1991
- Pagurus nesiotes Haig & McLaughlin, 1991
- Pagurus nigrivittatus Komai, 2003
- Pagurus nigrofascia Komai, 1996
- Pagurus nipponensis (Yokoya, 1933)
- Pagurus nisari Siddiqui & Komai, 2008
- Pagurus novizealandiae (Dana, 1852)
- Pagurus ochotensis Brandt, 1851
- Pagurus parvispina Komai, 1997
- Pagurus parvus (Benedict, 1892)
- Pagurus pectinatus (Stimpson, 1858)
- Pagurus pergranulatus (Henderson, 1896)
- Pagurus perlatus H. Milne Edwards, 1848
- Pagurus pilosipes (Stimpson, 1858)
- Pagurus pilsbryi Roberts, 1962
- Pagurus pitagsaleei McLaughlin, 2002
- Pagurus politus (Smith, 1882)
- Pagurus pollicaris Say, 1817
- Pagurus prideaux Leach, 1815
- Pagurus protuberocarpus McLaughlin, 1982
- Pagurus provenzanoi Forest & de Saint Laurent, 1968
- Pagurus proximus Komai, 2000
- Pagurus pubescens Krøyer, 1838
- Pagurus pubescentulus (A. Milne-Edwards & Bouvier, 1892)
- Pagurus pulchellus (A. Milne-Edwards & Bouvier, 1892)
- Pagurus pycnacanthus (Forest, 1955)
- Pagurus quaylei Hart, 1971
- Pagurus quinquelineatus Komai, 2003
- Pagurus rathbuni (Benedict, 1892)
- Pagurus redondoensis Wicksten, 1982
- Pagurus retrorsimanus Wicksten & McLaughlin, 1998
- Pagurus rhabdotus Haig & Harvey, 1991
- Pagurus rotundimanus Wass, 1963
- Pagurus ruber (A. Milne-Edwards & Bouvier, 1892)
- Pagurus rubrior Komai, 2003
- Pagurus samoensis (Ortmann, 1892)
- Pagurus samuelis (Stimpson, 1857)
- Pagurus setosus (Benedict, 1892)
- Pagurus similimanus (Balss, 1921)
- Pagurus similis (Ortmann, 1892)
- Pagurus simulans Komai, 2000
- Pagurus sinuatus (Stimpson, 1858)
- Pagurus smithi (Benedict, 1892)
- Pagurus souriei (Forest, 1952)
- Pagurus spighti McLaughlin & Haig, 1993
- Pagurus spilocarpus Haig, 1977
- Pagurus spina Komai, 1994
- Pagurus spinossior Komai, Reshmi & Kumar, 2013
- Pagurus spinulentus (Henderson, 1888)
- Pagurus stevensae Hart, 1971
- Pagurus sticticus McLaughlin, 2008
- Pagurus stimpsoni (A. Milne-Edwards & Bouvier, 1893)
- Pagurus tanneri (Benedict, 1892)
- Pagurus townsendi (Benedict, 1892)
- Pagurus traversi (Filhol, 1885)
- Pagurus triangularis (Chevreux & Bouvier, 1892)
- Pagurus trichocerus Forest & de Saint Laurent, 1968
- Pagurus trigonocheirus (Stimpson, 1858)
- Pagurus tristanensis (Henderson, 1888)
- Pagurus tuberculosus Harvey, 1998
- Pagurus undosus (Benedict, 1892)
- Pagurus venturensis Coffin, 1957
- Pagurus vetaultae Harvey & McLaughlin, 1991
- Pagurus villosus Nicolet, 1849
- Pagurus virgulatus Haig & Harvey, 1991

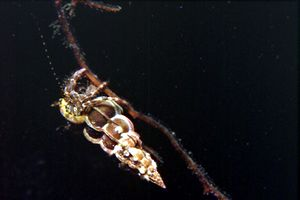
Pagurus anachoretus
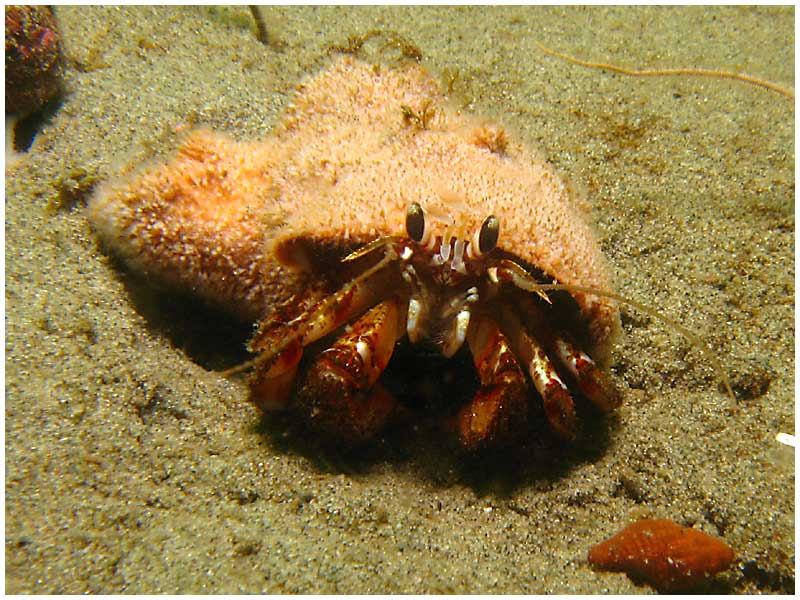
Pagurus armatus
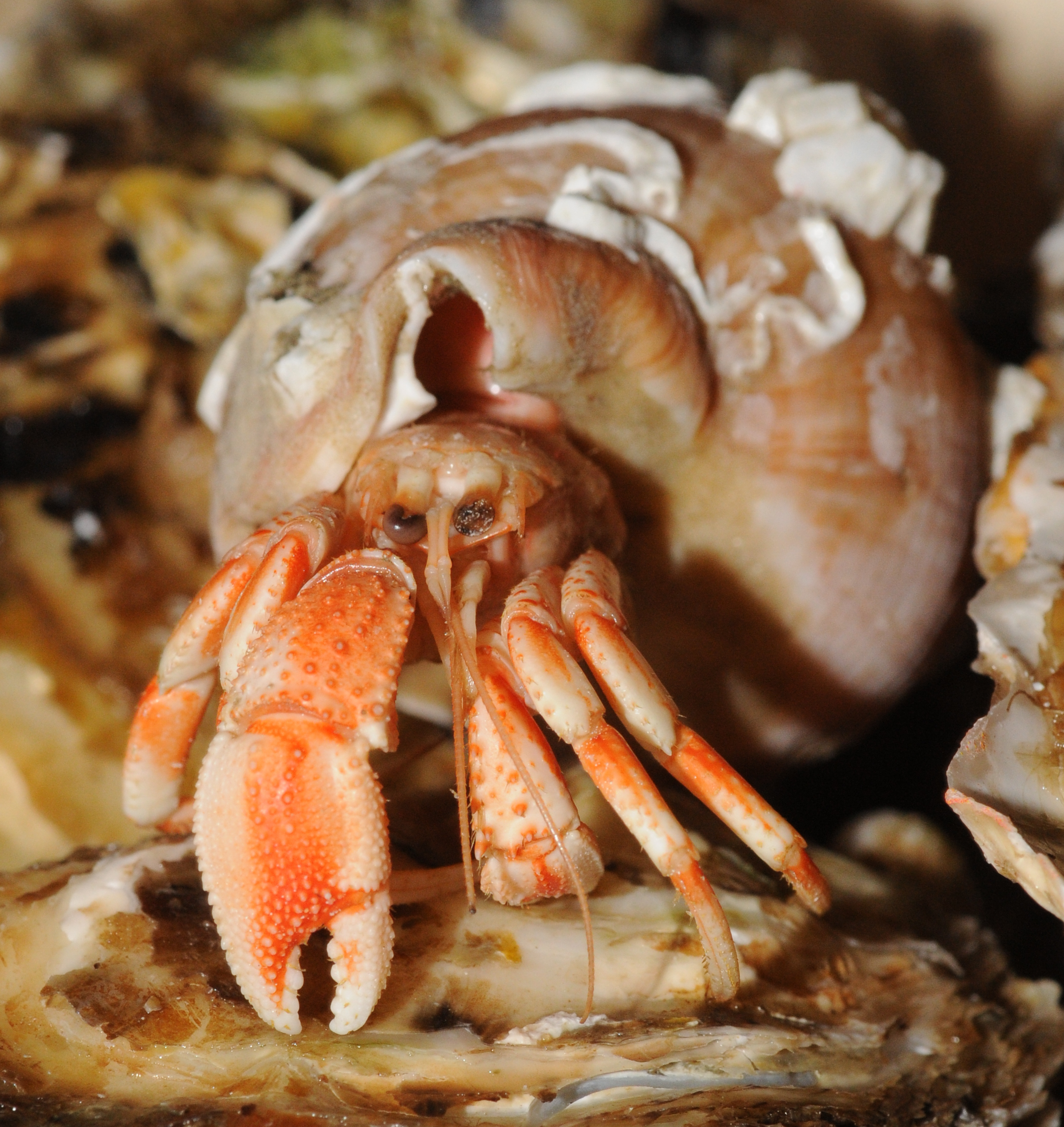
Pagurus bernhardus
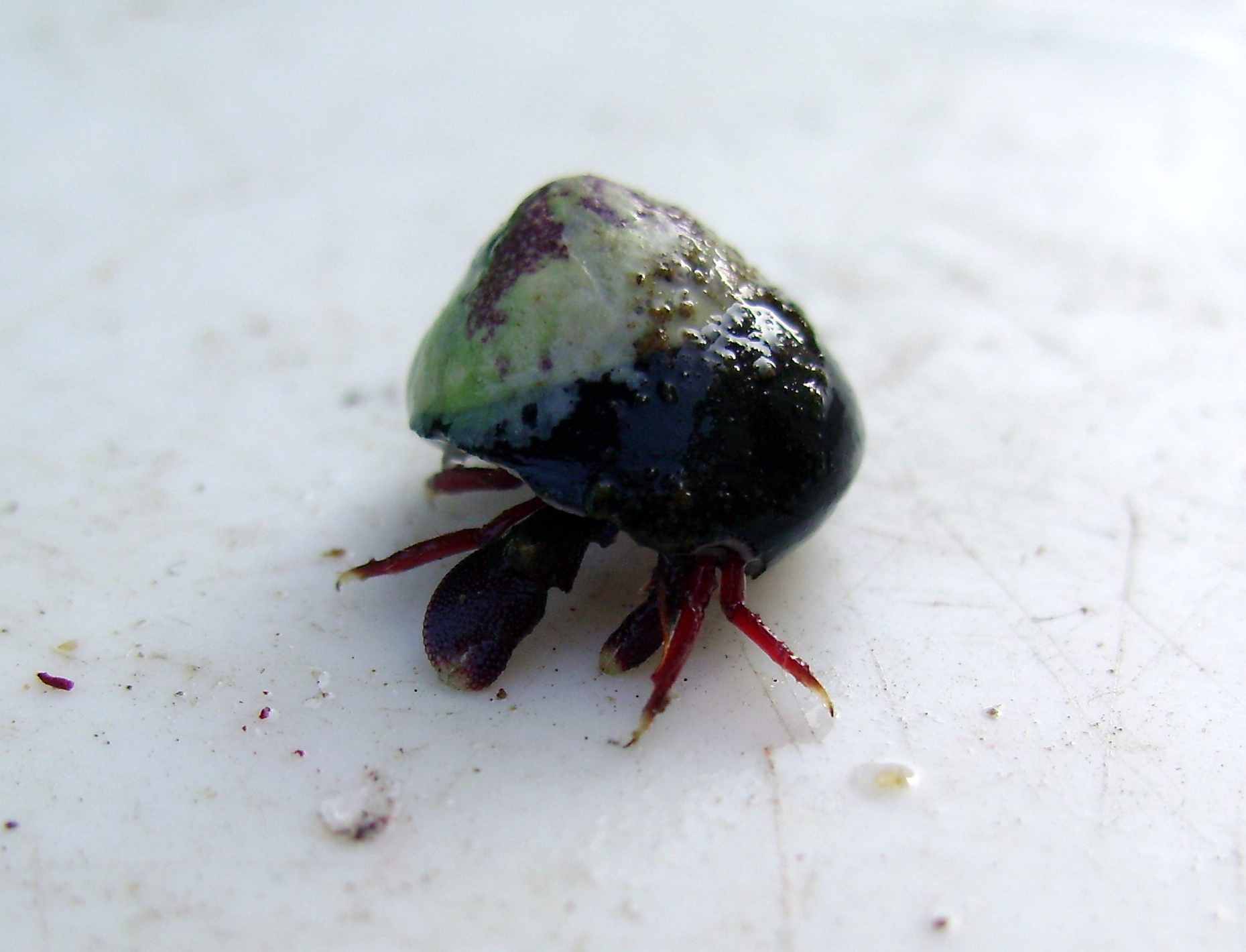
Pagurus edwardsii
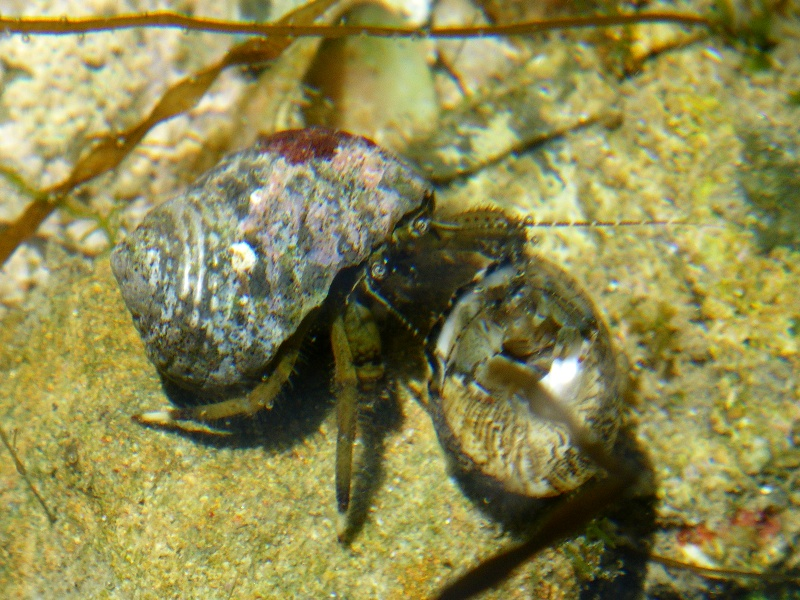
Pagurus filholi
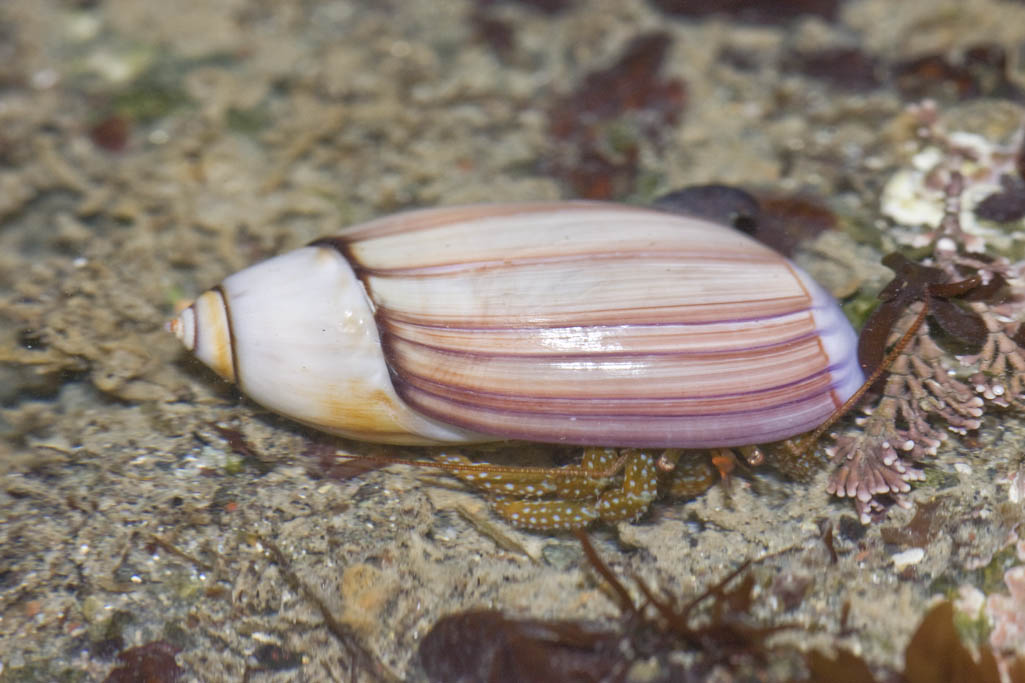
Pagurus granosimanus
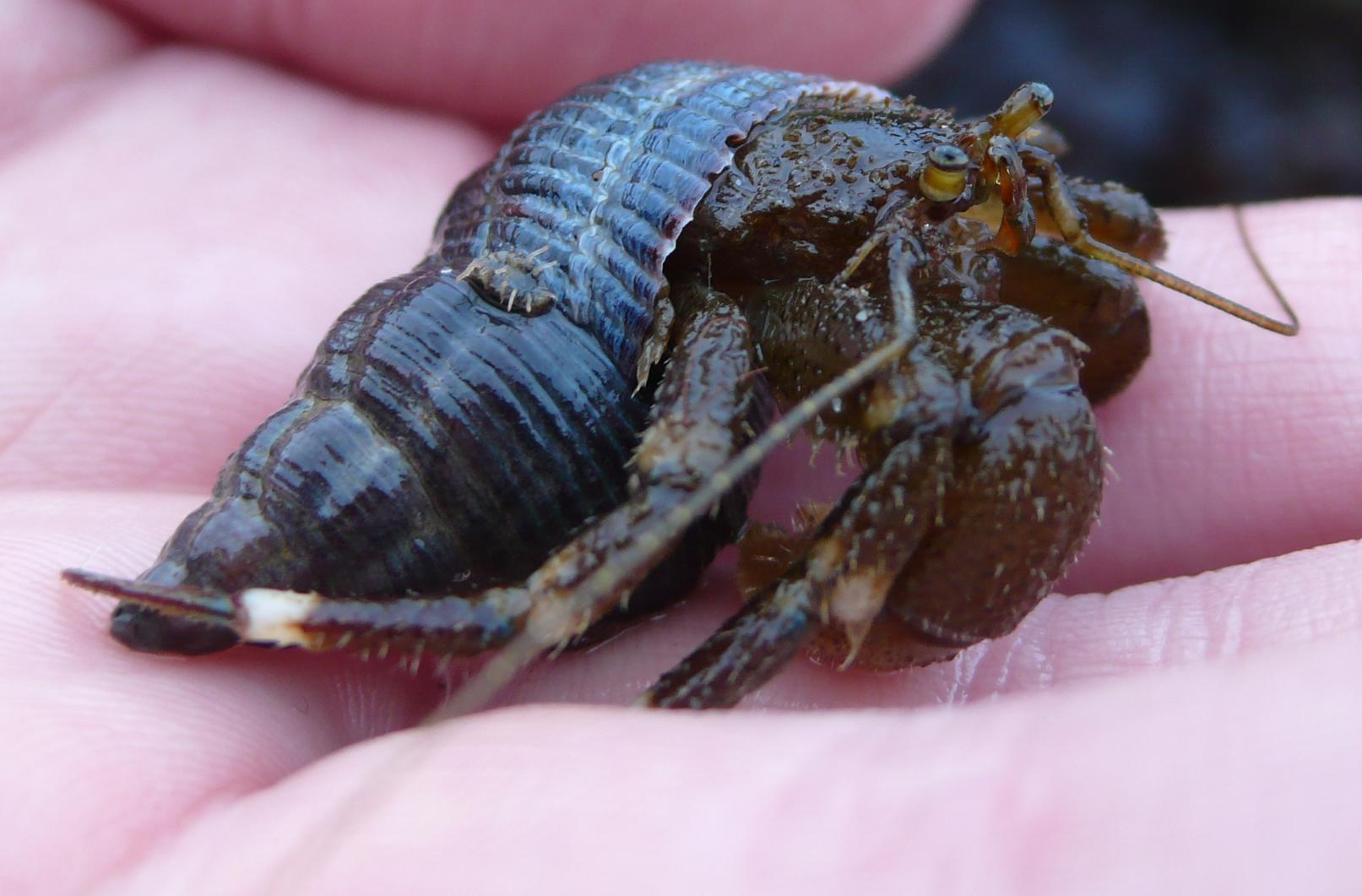
Pagurus hirsutiusculus
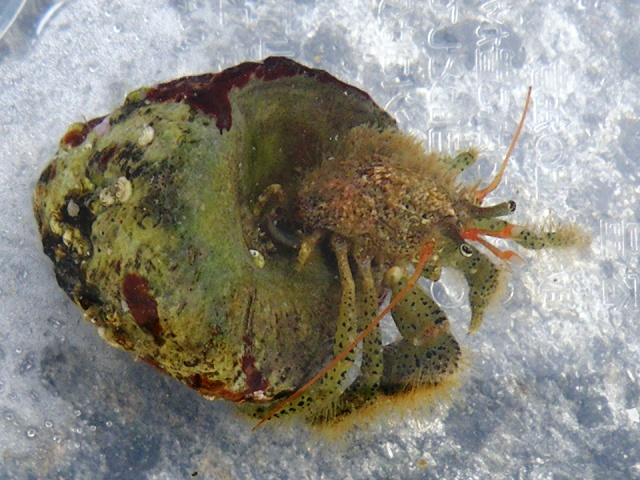
Pagurus lanuginosus
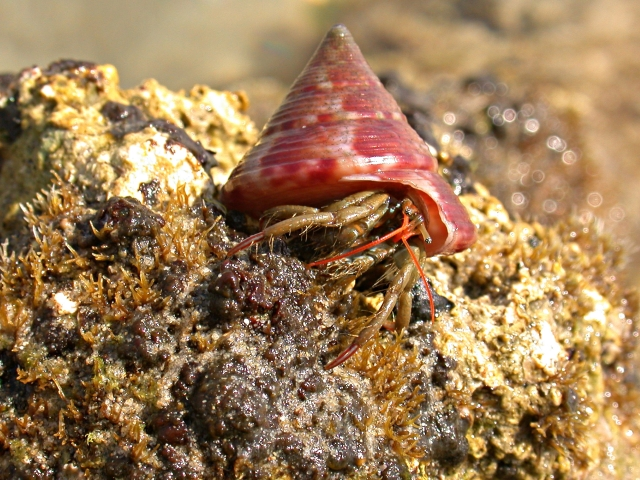
Pagurus longicarpus
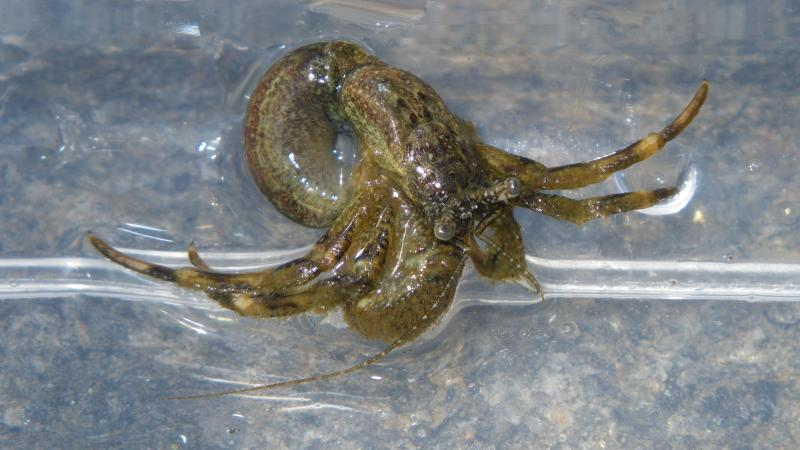
Pagurus minutus
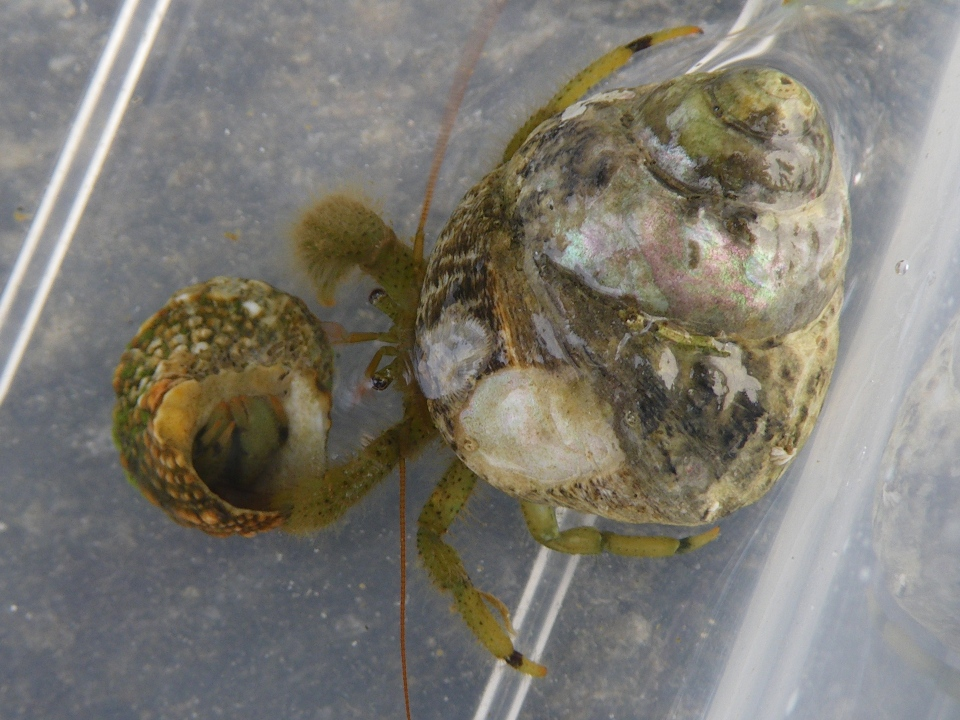
Pagurus nigrofascia
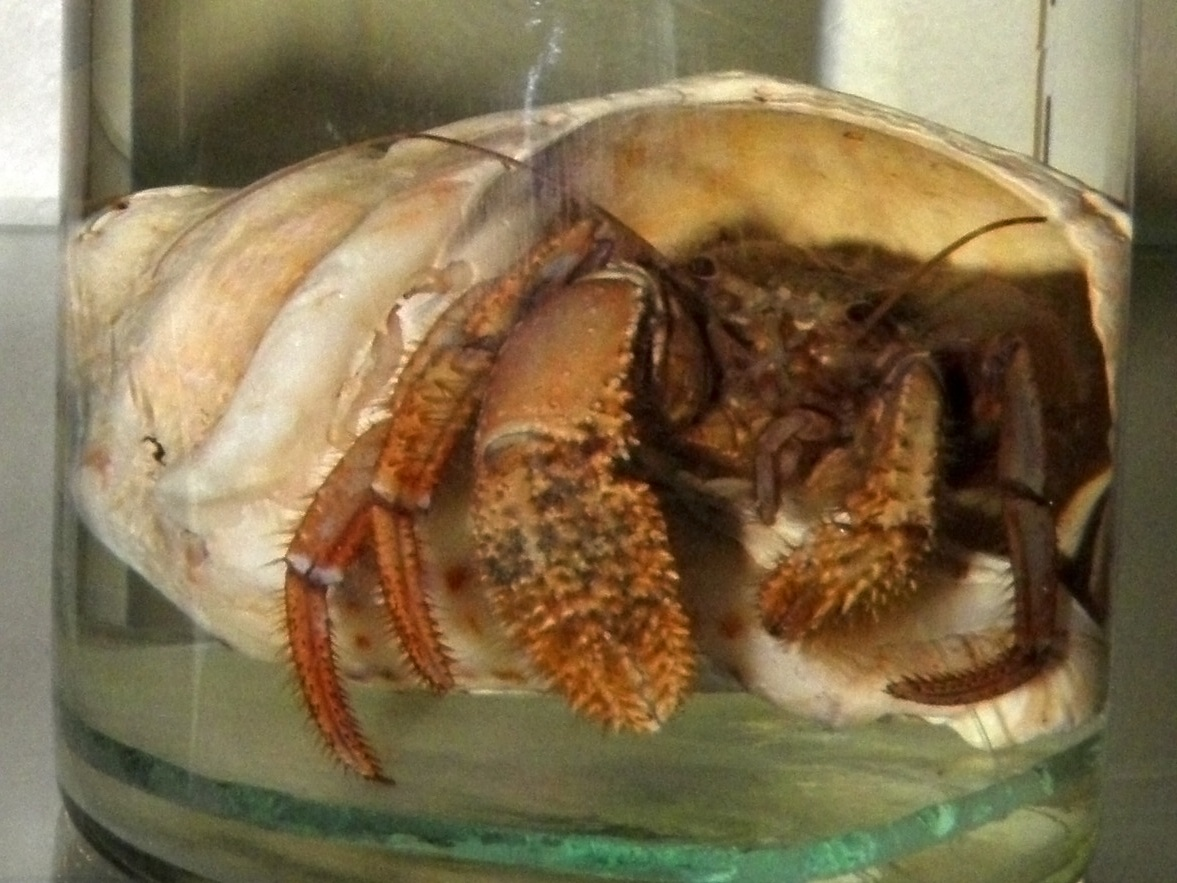
Pagurus pectinatus
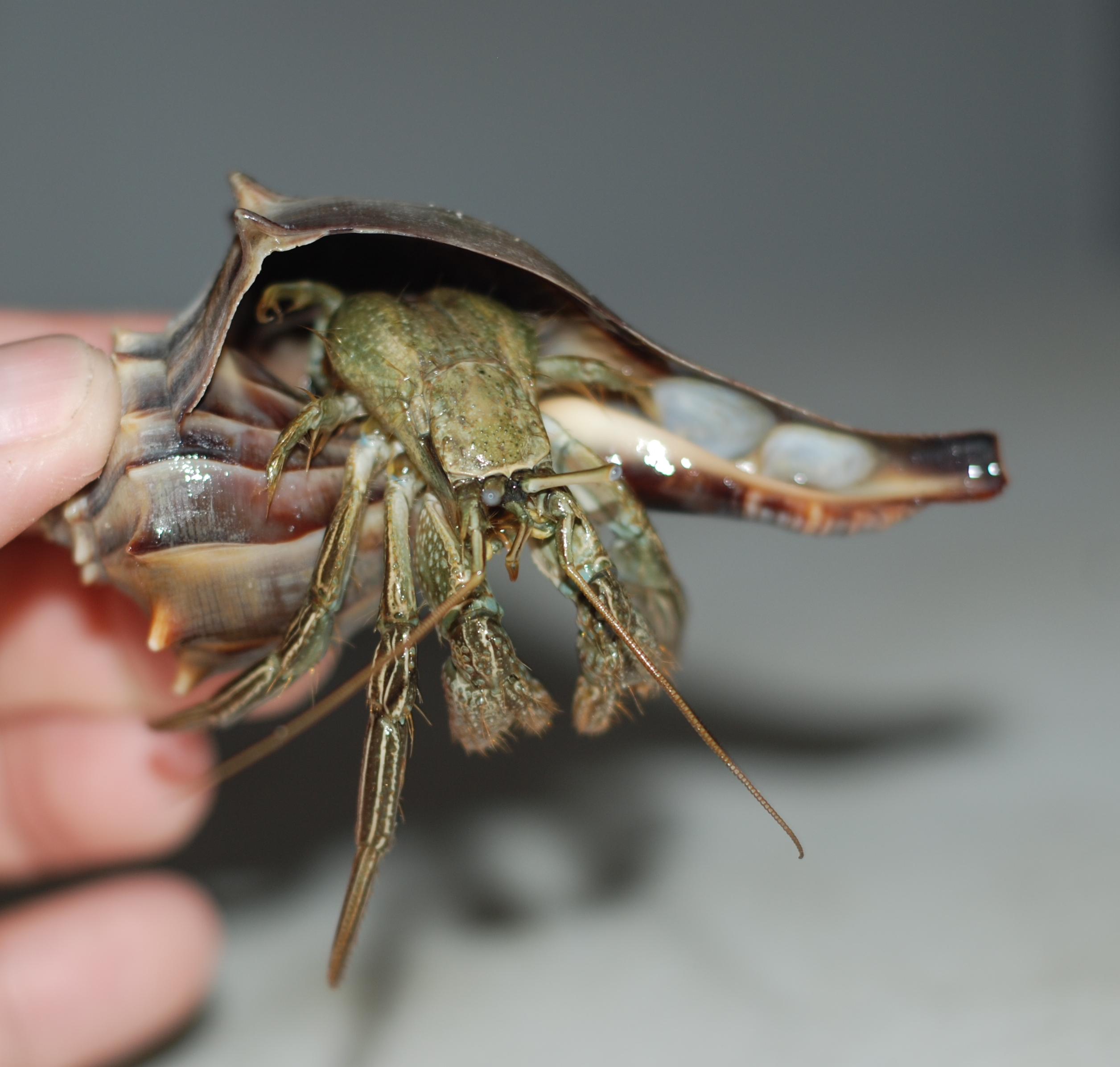
Pagurus pollicaris
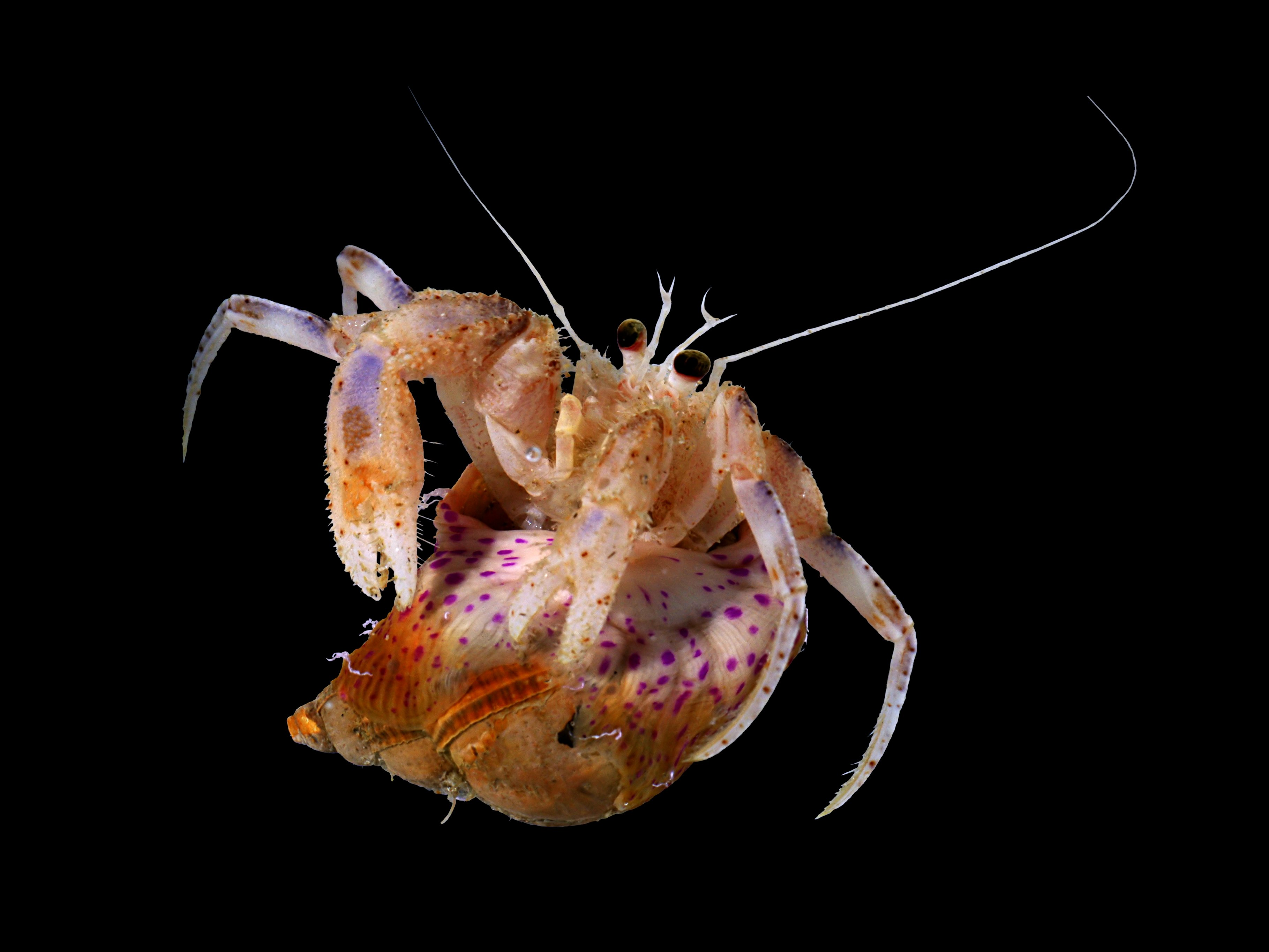
Pagurus prideaux
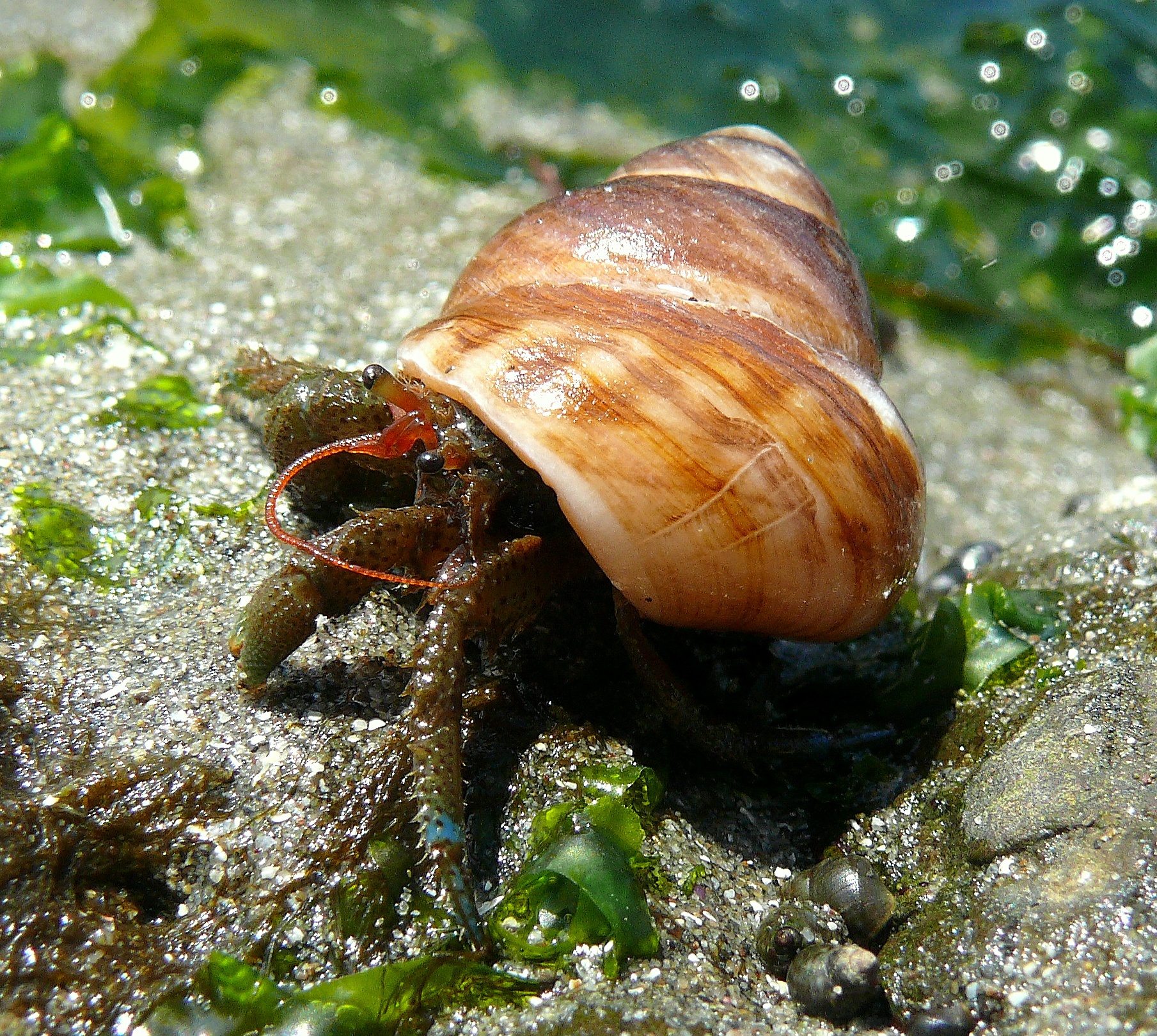
Pagurus samuelis